# Channel Live
Channel Live – amerykański duet hip-hopowy z New Jersey, w którego skład wchodzą Hokiem "Hakim" Green oraz Vincent "Tuffy" Morgan. W 1994 roku grupa podpisała kontrakt z Capitol Records po tym, jak została odkryta przez KRS-One'ea, który wyprodukował większość utworów na ich debiutanckim albumie Station Identification (1995). Płyta zadebiutowała na 58. pozycji notowania Billboard 200 i 9. miejscu Top R&B/Hip-Hop Albums, a największym hitem grupy stał się utwór "Mad Izm" z gościnnym udziałem KRS-One'ea. Przez następne kilka lat grupa gościnnie udzielała się na różnych projektach m.in. ich utwór "Blade" znalazł się na ścieżce dźwiękowej do filmu Blade: Wieczny łowca.
W 2000 roku zespół nakładem wytwórni Flavor Unit Records wydał swój drugi album zatytułowany Armaghetto. Na płycie pojawili się tacy wykonawcy jak Method Man z Wu-Tang Clanu czy Carl Thomas. Płyta nie zyskała większego rozgłosu, a jedynym singlem, który osiągnął sukces komercyjny był "Wild Out 2K" plasując się na 48. pozycji notowania Hot Rap Tracks. Grupa na kilka lat de facto zawiesiła działalność i dopiero w 2006 roku reaktywowała się wydając swój trzeci i jak dotąd ostatni album Secret Science Rap.

## Dyskografia
Albumy
| Rok  | Album                                                                        | Notowania | Notowania |
| Rok  | Album                                                                        | USA 200   | USA R&B   |
| ---- | ---------------------------------------------------------------------------- | --------- | --------- |
| 1995 | Station Identification - Wydany: 21 marca 1995 - Wytwórnia: Capitol Records  | 58        | 9         |
| 2000 | Armaghetto - Wydany: 18 lipca 2000 - Wytwórnia: Flavor Unit                  | —         | —         |
| 2006 | Secret Science Rap - Wydany: 31 października 2006 - Wytwórnia: Draft Records | —         | —         |